# Пикозеро (озеро, Ленинградская область)
Пикозеро — пресноводное озеро на территории Винницкого сельского поселения Подпорожского района Ленинградской области.

## Общие сведения
Площадь озера — 0,5 км², площадь водосборного бассейна — 3,9 км². Располагается на высоте 183,7 метров над уровнем моря.
Форма озера продолговатая: оно почти на полтора километра вытянуто с запада на восток. Берега каменисто-песчаные, преимущественно возвышенные.
С юго-западной стороны Пикозера вытекает безымянный водоток, который, протекая через ряд проток и озёр, включая озеро Ладвинское, впадает с правого берега в реку Оять, левый приток Свири.
Населённые пункты и автодороги вблизи водоёма отсутствуют.
Код объекта в государственном водном реестре — 01040100811102000015463.